# Канадски Србобран
Канадски Србобран (енгл. The Canadian Srbobran) је званични орган Српске народне одбране у Канади. Данас осим штампаног издања, Канадски Србобран постоји и као информативни портал. 

## Историјат
Канадски Србобран је, по угледу на Амерички Србобран, основао Милутин Бајчетић из Хамилтона који је уједно био и први штампар листа. Лист је покренут из једне гараже, а пакован и дистрибуиран широм света из куће Сава Ковачевића, новинара и првог секретара редакције. Први број изашао је 1. септембра 1951. године.
За Канадски Србобран писали су Лазо М. Костић, Миладин Р. Шошкић, Олга Б. Марковић, Гордана Петковић Лаковић, Вујица Ракочевић и Ђурађ Вујчић, а неки од уредника су Чедомир Ашанин, Вук Церовић, Мома Марковић и Лазар Стојшић који је пуних 37 година, све до своје смрти 1991. године, уређивао лист.
Лист уређује уређивачки одбор који се састоји од Драгане Ђурић (одговорни уредник), Ненада Чудића (председник уређивачког одбора) и чланова уређивачког одбора Душана Пешикана, Мирослава Радошевића и Зорана Цвијетића.
Канадски Србобран излази четири пута годишње а од 2023. године, уместо новинског формата, излази у формату часописа.